# Derostoma benedenii
Derostoma benedenii is een soort in de taxonomische indeling van de platwormen (Platyhelminthes). De worm is tweeslachtig en kan zowel mannelijke als vrouwelijke geslachtscellen produceren. De soort leeft in zeer vochtige omstandigheden. 
De platworm komt uit het geslacht Derostoma. Derostoma benedenii werd in 1883 beschreven door Francotte.